# Schweizer Electronic
Die Schweizer Electronic AG ist ein familiengeführtes Unternehmen mit Stammsitz in Schramberg (Baden-Württemberg), das sich mit der Herstellung von Leiterplatten beschäftigt. Die Aktien des Unternehmens werden an den Börsen in Stuttgart und Frankfurt gehandelt. Schweizer beliefert Automobilhersteller, Luft- und Raumfahrtunternehmen, Hersteller von Medizin- und Telekommunikationstechnik sowie die Computerindustrie.

## Struktur
Zur Struktur der Schweizer Electronic AG gehören der Hauptsitz in Schramberg-Sulgen in Baden-Württemberg, das Joint Venture Schweizer Electronic (Jiangsu) Co. Ltd. mit dem Sitz im chinesischen Jintan (SEC) sowie weitere Vertriebsniederlassungen in China, Singapur und den USA.

## Geschichte

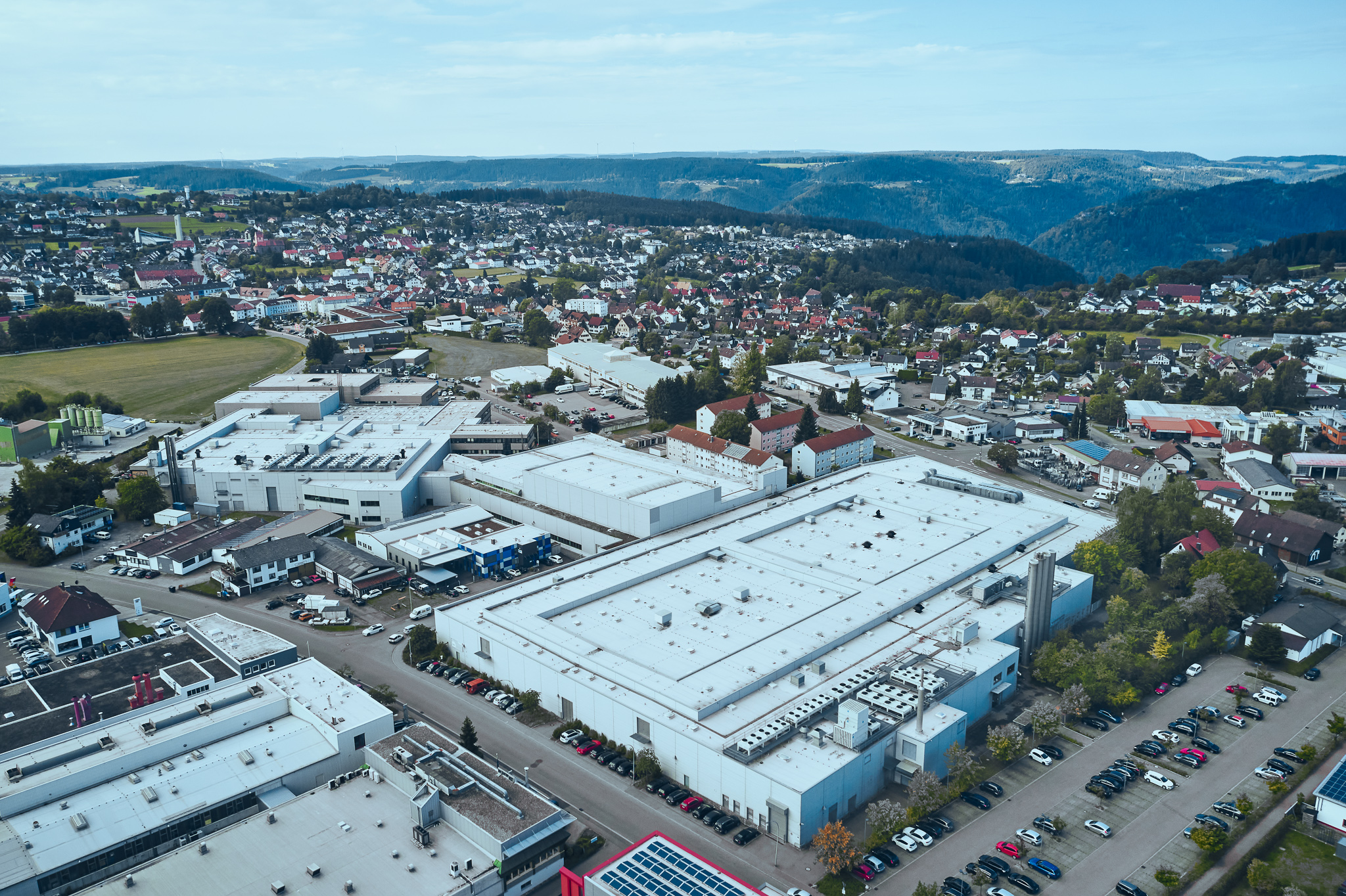
Luftaufnahme Gebäude Schweizer Electronic AG, Schramberg 2011

In der Gründerzeit ab 1849 fertigte man Zifferblätter für die Uhrenindustrie. Hauptabnehmer wurde die 1861 in Schramberg gegründete Uhrenfirma Junghans. Ab 1871 wurde die Produktpalette erweitert, es wurden Schilder, Skalen für Präzisionsgeräte wie Messgeräte, Waagen und Telefone in Serie gefertigt. 1936 wurden die ersten Skalen und Frontplatten in galvanischer Ätztechnik eingeführt. 1958 war der Produktionsbeginn der ersten einseitigen Leiterplatten.
1979 wurde ein neues Werk am heutigen Standort errichtet und es war zugleich der Start zur Fertigung von Leiterplatten in Multilayer-Technik. 1982 erfolgte die Gründung der Pentex-Schweizer Circuits Ltd, ein Joint-Venture-Unternehmen in Singapur. 1988 folgte der Neubau des Zweigwerkes in Dunningen.
1989 wurde das Unternehmen in eine Aktiengesellschaft umgewandelt.
1996 trat Schweizer Electronic aus dem Arbeitgeberverband aus und ist seitdem nicht mehr verpflichtet, die Tariflöhne der Metall- und Elektroindustrie zu zahlen.
Im August 2005 kam es zum bisher größten Schadenfeuer in der Schramberger Stadtgeschichte. Der Großbrand der Betriebsgebäude musste unter Einsatz von mehreren Freiwilligen Feuerwehren aus der Umgebung und etwa 250 Einsatzkräften gelöscht werden. Der Großbrand hatte die Fertigung komplett zerstört. Der Betrieb konnte erst 2007 wieder aufgenommen werden.
2009 schloss Schweizer Electronic eine Partnerschaft mit der Meiko Electronics Co., Ltd. in Japan.
2014 schloss Schweizer eine Partnerschaft mit dem Unternehmen Wus Printed Circuit (Kunshan) Co.,Ltd. Im November desselben Jahres wurde eine Partnerschaft mit Infineon geschlossen.
2017 beschäftigte das Unternehmen 797 Mitarbeiter und erzielte ein Umsatz von 120,9 Millionen Euro. Die Eigenkapitalquote betrug 54,9 %.
Am 18. Dezember 2017 wurde das Tochterunternehmen Schweizer Electronic (Jiangsu) Co., Ltd., in China gegründet. 2019 wurde dort das Leiterplatten-Werk fertig gestellt und 2020 liefen die ersten Musterleiterplatten übers Band. Außerdem wurden die erforderlichen Audit-Qualifizierungen (ISO 9001 und VDA 6.3) in Jintan zertifiziert.
2021 expandierte Schweizer nach Nordamerika und gründete eine Vertriebsgesellschaft in Delaware.
2022 beschäftigte das Unternehmen rund 1000 Mitarbeiter und erzielte zum Ende des dritten Quartals einen Umsatz von 99,8 Millionen Euro. In den ersten drei Quartalen wurde eine Umsatzsteigerung von 10,5 Prozent im Vergleich zum Vorjahreszeitraum erreicht.
Das 1849 gegründete Unternehmen wird inzwischen von der sechsten Generation der Familien Schweizer geführt. Die Schweizer Electronic AG ist drittgrößter Produzent von Leiterplatten in Europa. Gemeinsam mit dem Kooperationspartner Meiko Electronics zählt Schweizer zu den Top 20 der Leiterplattenhersteller weltweit. Zu den wesentlichen Kunden gehört hauptsächlich die Automobilindustrie.

## Leiterplatten-Technologien
Die Leiterplatten-Technologien von Schweizer bieten laut der Unternehmenswerbung unterschiedliche Lösungen an. Das Inlay Board legt Fokus auf Entwärmung und Stromleitfähigkeit. Radar-Leiterplatten erfassen Geschwindigkeiten, Abstände und Objekte und biegbare FR4-Flex-Leiterplatten sind auf kleine Einbauräume ausgerichtet. Dickkupfer-Leiterplatten mit Stärken bis zu 400 μm ermöglichen eine Stromtragfähigkeit von mehreren Hundert Ampere. Außerdem existieren Embedding-Lösungen mit integrierten Leistungshalbleitern, die laut Unternehmenswerbung mit erheblich besserem Schaltverhalten und optimierter Erwärmung gegenüber SMT-Lösungen ausgestattet sind.